# Mukhed
Mukhed là một thành phố và là nơi đặt hội đồng đô thị (municipal council) của quận Nanded thuộc bang Maharashtra, Ấn Độ.

## Nhân khẩu
Theo điều tra dân số năm 2001 của Ấn Độ, Mukhed có dân số 25.936 người. Phái nam chiếm 52% tổng số dân và phái nữ chiếm 48%. Mukhed có tỷ lệ 63% biết đọc biết viết, cao hơn tỷ lệ trung bình toàn quốc là 59,5%: tỷ lệ cho phái nam là 72%, và tỷ lệ cho phái nữ là 53%. Tại Mukhed, 16% dân số nhỏ hơn 6 tuổi.